# Saltykowo (Kaliningrad)
Saltykowo (russisch Салтыково, deutsch Klein Budlacken, Kerulaten (1938–1945: Kerlaten), und Muplacken (1938–1945: Moptau), litauisch Mažieji Budlaukiai, Kerulaičiai und Muplaukiai) ist ein Ort in der russischen Oblast Kaliningrad, zugehörig zur kommunalen Selbstverwaltungseinheit Stadtkreis Tschernjachowsk im Rajon Tschernjachowsk. Die Ortsstelle Kerulaten/Kerlaten ist verlassen.

## Geographische Lage
Saltykowo liegt 22 Kilometer nordöstlich der einstigen  Kreisstadt Snamensk (Wehlau) an einer Nebenstraße, die Dalneje (Groß Schirrau) an der russischen Fernstraße A 216 (einstige deutsche Reichsstraße 138, heute auch Europastraße 77) mit Meschduretschje (Norkitten) an der Fernstraße A 229 (ehemals Reichsstraße 1, heute auch Europastraße 28) verbindet. Eine Bahnanbindung besteht nicht.

## Geschichte

### Klein Budlacken
Das vor 1946 Klein Budlacken genannte Dorf bestand damals nur aus einem großen Hof und vier kleineren Höfen und blickte auf seine Gründung als Schatulldorf im Jahre 1692 zurück. Im Jahre 1874 wurde der Ort dem neu errichteten Amtsbezirk Weidlacken (heute russisch: Jelnik) zugetan und gehörte bis 1945 zum Kreis Wehlau im Regierungsbezirk Königsberg in der preußischen Provinz Ostpreußen. Im Jahre 1892 wurde der Nachbarort Kerulaten (1938–1946: Kerlaten, heute auch: Saltykowo) in die Landgemeinde integriert. Die Zahl der Einwohner betrug im Jahre 1910 30. Die Zahl stieg bis 1933 auf 41 und betrug 1939 noch 36. In Folge des Zweiten Weltkrieges kam Klein Budlacken 1945 wie alle Orte im nördlichen Ostpreußen zur Sowjetunion.

### Kerulaten (Kerlaten)
Der vor 1938 Kerulaten und dann bis 1946 Kerlaten genannte kleine Ort bestand vor dem Krieg lediglich aus ein paar kleinen Höfen. Seine Gründung wird auf die Zeit um 1750 datiert. Am 20. Dezember 1892 wurde die bis dahin kommunalfreie Ortschaft Kerulaten in die Landgemeinde Klein Budlacken (heute auch: Saltykowo) eingemeindet und als deren Ortschaft geführt. Am 3. Juni 1938 (amtlich bestätigt am 16. Juli 1938) erfolgte die offizielle und politisch-ideologische motivierte Umbenennung in Kerlaten. Mit der Muttergemeinde teilte das Dorf dann 1945 das Schicksal der Eingliederung in die Sowjetunion.

### Muplacken (Moptau)
Muplacken ist die älteste Ortschaft der heutigen Siedlung Saltykowo. Bereits im Jahre 1673 wurde der Ort als Schatulldorf gegründet und vor 1785 Muplauken, um 1820 Muplaicken und bis 1938 Muplacken genannt. Im Jahre 1874 wurde Muplacken dem neu errichteten Amtsbezirk Weidlacken (heute russisch: Jelniki) im Kreis Wehlau und Regierungsbezirk Königsberg in der preußischen Provinz Ostpreußen zugeordnet. Im Jahre 1910 waren in Muplacken 108 Einwohner registriert. Ihre Zahl stieg bis 1933 auf 124 und betrug 1939 wieder 108. Am 3. Juni 1938 erhielt Muplacken aus politisch-ideologischen Gründen den am 16. Juli 1938 offiziell bestätigten Namen „Moptau“. Mit dem nördlichen Ostpreußen kam der Ort dann in Kriegsfolge 1945 zur Sowjetunion.

### Saltykowo
Die ehemaligen Dörfer Klein Budlacken, Kerulaten bzw. Kerlaten sowie Muplacken bzw. Moptau erhielten im Jahre 1950 die gemeinsame russische Bezeichnung Saltykowo. Gleichzeitig wurde Saltykowo in den Dorfsowjet Kamenski selski Sowet im Rajon Tschernjachowsk eingeordnet. Von 2008 bis 2015 gehörte der Ort zur Landgemeinde Kamenskoje selskoje posselenije und seither zum Stadtkreis Tschernjachowsk.

## Kirche
Die Bevölkerung der Dörfer Klein Budlacken, Kerulaten (Kerlaten) und Muplacken (Moptau) war vor 1945 fast ausnahmslos evangelischer Konfession und in das Kirchspiel der Kirche Groß Schirrau (heute russisch: Dalneje) eingepfarrt. Es gehörte zum Kirchenkreis Wehlau (Snamensk) in der Kirchenprovinz Ostpreußen der Kirche der Altpreußischen Union.
Heute liegt Saltykowo im Einzugsbereich der in den 1990er Jahren neu entstandenen evangelisch-lutherischen Gemeinde in Talpaki (Taplacken), einer Filialgemeinde der Auferstehungskirche in Kaliningrad (Königsberg) in der Propstei Kaliningrad der Evangelisch-lutherischen Kirche Europäisches Russland.